# Делт
Делт — четвёртая буква финикийского алфавита.

## Произношение
В финикийском языке буква делт (𐤃) обозначала звук [d] — как «д» в слове дверь.

## Происхождение
Первоначально пиктограмма, от которой произошёл символ, обозначала дверь. Отсюда и название буквы.

## Потомки в поздних алфавитах
- греческий: Δ, δ (дельта)
  - кириллица: Д, д (дэ)
  - латиница: D, d (дэ)
  - армянский: Դ, դ (да)
- арамейский: 𐡃
  - сирийский: ܕ
    - арабский: د (даль) и ذ (заль)

  - еврейский: ד (далет)
  - пахлави:
    - письменный пахлави: 𐭣
    - письменный парфянский: 𐭃
    - авестийский: 𐬛